# Ministerios del Perú
Los ministerios del Perú son órganos constitucionales del Poder Ejecutivo encargados de cada sector de la administración pública. Actualmente, existen 19 ministerios, cada uno con su propia área de competencia y funciones específicas. 
José de San Martín, durante el Protectorado del Perú, creó el 3 de agosto de 1821, a escasos 6 días de proclamar la independencia del Perú, tres Secretarías de Estado: de Estado y Relaciones Exteriores, a cargo de Juan García del Río; de Guerra y Marina, a cargo del teniente coronel Bernardo de Monteagudo; y el de Hacienda, a cargo de Hipólito Unanue.
Dos años después, la primera Constitución Política del Perú, promulgada el 12 de noviembre de 1823, consolidó la existencia de esas tres secretarías, otorgándoles el nombre de "ministerio".

## Los ministros de Estado
Los ministros son nombrados por el Presidente de la República, a propuesta del Presidente del Consejo de Ministros. Dentro de los treinta días que se nombra ante el Congreso de la República del Perú quien le debe otorgar su voto de confianza. Para que el Consejo de Ministros pueda llegar a un acuerdo se requiere el voto aprobatorio de la mayoría de sus miembros. El Consejo de Ministros es actualmente presidido por Eduardo Arana.

### Requisitos
Según el Artículo 124° de la Constitución política del Perú, para ser ministro de Estado, se requiere:
- Tener nacionalidad peruana
- Ser ciudadano en ejercicio.
- Haber cumplido veinticinco años de edad.
- Los miembros de las Fuerzas Armadas y de la Policía Nacional pueden ser ministros.

El artículo 92 plantea que los congresistas pueden desempeñar la función pública de Ministro de Estado

### Funciones
El Consejo de Ministros tiene, según la constitución, las siguientes atribuciones principales:
1. Aprobar los proyectos de ley que el presidente de la República somete al Congreso.
2. Aprobar los decretos legislativos y los decretos de urgencia que dicta el presidente de la República, así como los proyectos de ley , los decretos y resoluciones que dispone la ley.
3. Deliberar sobre asuntos de interés público.

Además tienen entre sus funciones: 
1. Dirigir el proceso de planeamiento estratégico sectorial, en el marco del Sistema Nacional de Planeamiento Estratégico y determinar los objetivos sectoriales funcionales nacionales aplicables a todos los niveles de gobierno; aprobar los planes de actuación; y asignar los recursos necesarios para su ejecución, dentro de los límites de las asignaciones presupuestarias correspondientes.
2. Aprobar la propuesta de presupuesto de las entidades de su sector, respetando lo dispuesto en el artículo 32, y supervisar su ejecución.
3. Establecer las mediciones de gestión de las entidades de su Sector y evaluar su cumplimiento.
4. Proponer la organización interna de su Ministerio y aprobarla de acuerdo con las competencias que les atribuye esta Ley.
5. Designar y remover a los titulares de los cargos de confianza del Ministerio, los titulares de Organismos Públicos y otras entidades del Sector, cuando esta competencia no esté expresamente atribuida al Consejo de Ministros, a otra autoridad, o al Presidente de la República; y elevar a este las propuestas de designación en el caso contrario.
6. Mantener relaciones con los gobiernos regionales y los gobiernos locales en el ámbito de las competencias atribuidas a su sector.
7. Refrendar los actos presidenciales que atañen a su Ministerio.
8. Expedir Resoluciones Supremas y Resoluciones Ministeriales.
9. Efectuar la transferencia de competencias, funciones y recursos sectoriales a los Gobiernos Regionales y Locales y dar cuenta de su ejecución.
10. Ejercer las demás funciones que les encomienden la Constitución Política del Perú, las leyes y el presidente de la República.

Los Ministros de Estado pueden delegar, en los funcionarios de su cartera ministerial, las facultades y atribuciones que no sean privativas a su función, siempre que la normatividad lo autorice.

## Ministerios del Perú
| Ministerio | Titular            |
| ---------- | ------------------ |
|            | Eduardo Arana      |
|            | Elmer Schialer     |
|            | Walter Astudillo   |
|            | Raúl Pérez         |
|            | Carlos Malaver     |
|            | Juan Alcántara     |
|            | Morgan Quero       |
|            | César Vásquez      |
|            | Ángel Manero       |
|            | Daniel Maurate     |
|            | Sergio González    |
|            | Úrsula León        |
|            | Jorge Montero      |
|            | César Sandoval     |
|            | Durich Whittembury |
|            | Fanny Montellanos  |
|            | Juan Castro        |
|            | Fabricio Valencia  |
|            | Leslie Urteaga     |

## Evolución histórica de los Ministerios
| Ministerio | Listas históricas de titulares                                | Primer titular |
| --- | ------------------------------------------------------------- | --- |
| Ministerio de Relaciones Exteriores - Secretaría de Estado de Gobierno y Relaciones Exteriores (1821-1823) - Ministerio de Estado y Relaciones Exteriores (1823-1826) - Ministerio de Relaciones e Interior (1826-1827) - Ministerio de Gobierno y Relaciones Exteriores (1827-1834) - Ministerio de Relaciones Exteriores (1834-1844) - Ministerio de Relaciones Exteriores, Justicia y Negocios Eclesiásticos (1844-1845) - Ministerio de Relaciones Exteriores (1845-1852) - Ministerio de Gobierno y Relaciones Exteriores (1852-1855) - Ministerio de Relaciones Exteriores e Instrucción Pública (1855-1856) - Ministerio de Relaciones Exteriores (1856 -) | Ministros de Relaciones Exteriores                            | Juan García del Río Secretario de Gobierno y Relaciones Exteriores (1821)                                                                                              |
| Ministerio del Interior - Secretaría de Estado de Gobierno y Relaciones Exteriores (1821-1823) - Ministerio de Estado y Relaciones Exteriores (1823-1826) - Ministerio de Relaciones e Interior (1826) - Ministerio de Gobierno y Relaciones Exteriores (1827-1834) - Ministerio de Gobierno y Relaciones Exteriores (1844-1844) - Ministerio de Gobierno (1845-1856) - Ministerio de Gobierno, Culto y Obras Públicas (1856-1857) - Ministerio de Gobierno (1857-1873) - Ministerio de Gobierno, Policía y Obras Públicas (1873-1896) - Ministerio de Gobierno y Policía (1896-1969) - Ministerio del Interior (1969-) | Ministros del Interior                                        | Juan García del Río Secretario de Gobierno y Relaciones Exteriores (1821)                                                                                              |
| Ministerio de Defensa Secretaría de Estado de Guerra y Marina (1821-1823) Ministerio de Guerra y Marina (1823-1920) Ministerio de Guerra (1920-1987) Ministerio de Marina (1920-1929) Ministerio de Marina y Aviación (1929-1941) Ministerio de Marina (1941-1987) Ministerio de Aeronáutica (1941-1987) Ministerio de Defensa (1987-) | Ministros de Defensa                                          | Bernardo de Monteagudo Secretario de Guerra y Marina (1821) |
| Ministerio de Economía y Finanzas Secretaría de Estado de Hacienda (1821-1823) Ministerio de Hacienda (1821-1856) Ministerio de Hacienda y Comercio (1856-1969) Ministerio de Economía y Finanzas (1969-1980) Ministerio de Economía, Finanzas y Comercio (1980-1985) Ministerio de Economía y Finanzas (1985-) | Ministros de Economía y Finanzas                              | Hipólito Unanue Secretario de Hacienda (1821) |
| Ministerio de Justicia y Derechos Humanos Ministerio de Justicia y Negocios Eclesiásticos (1826-1829) Ministerio de Relaciones Exteriores, Justicia y Negocios Eclesiásticos (1844-1852) Ministerio de Justicia y Negocios Eclesiásticos (1852-1857) Ministerio de Justicia, Instrucción y Beneficencia (1857-1862) Ministerio de Justicia, Instrucción, Culto y Beneficencia (1862-1896) Ministerio de Justicia, Instrucción y Culto (1896-1911) Ministerio de Justicia, Instrucción, Culto y Beneficencia (1911-1935) Ministerio de Justicia y Culto (1935-1942) Ministerio de Justicia y Trabajo (1942-1949) Ministerio de Justicia y Culto (1949-1968) Ministerio de Justicia y Culto (1980-1981) Ministerio de Justicia (1981-2011) Ministerio de Justicia y Derechos Humanos (2011-) | Ministros de Justicia                                         | Hipólito Unanue Ministro de Justicia y Negocios Eclesiásticos (1826)                                                                                                   |
| Ministerio de Educación Ministerio de Instrucción Pública, Beneficencia y Negocios Eclesiásticos (1837) Ministerio de Justicia, Instrucción, Beneficencia y Negocios Eclesiásticos (1852-1855) Ministerio de Relaciones Exteriores e Instrucción Pública (1855-1856) Ministerio de Justicia, Instrucción y Beneficencia (1857-1862) Ministerio de Justicia, Instrucción, Culto y Beneficencia (1862-1896) Ministerio de Justicia, Instrucción y Culto (1896-1911) Ministerio de Justicia, Instrucción, Culto y Beneficencia (1911-1935) Ministerio de Educación Pública (1935-1969) Ministerio de Educación (1969-) | Ministros de Educación                                        | Manuel Villarán Loli Ministro de Instrucción Pública, Beneficencia y Negocios Eclesiásticos (1837) Ernesto Montagne Markholz Ministro de Educación Pública (1935-1939) |
| Ministerio de Salud Ministerio de Salud Pública, Trabajo y Previsión Social (1935-1942) Ministerio de Salud Pública y Asistencia Social (1942-1968) Ministerio de Salud (1968-) | Ministros de Salud                                            | Armando Montes Peralta Ministro de Salud Pública, Trabajo y Previsión Social (1935-1936)                                                                               |
| Ministerio de Trabajo y Promoción del Empleo Ministerio de Salud Pública, Trabajo y Previsión Social (1935-1942) Ministerio de Trabajo y Asuntos indígenas (1949-1966) Ministerio de Trabajo y Comunidades (1966-1969) Ministerio de Trabajo (1969-1981) Ministerio de Trabajo y Promoción Social (1981-2002) Ministerio de Trabajo y Promoción del Empleo (2002-) | Ministros de Trabajo y Promoción del Empleo (ver lista)       | Armando Artola del Pozo Ministro de Trabajo y Asuntos Indígenas (1949-1954)                                                                                            |
| Ministerio de Desarrollo Agrario y Riego Ministerio de Agricultura y Alimentación (1943-1983) Ministerio de Agricultura (1983-2013) Ministerio de Agricultura y Riego (2013-2020) Ministerio de Desarrollo Agrario y Riego (2020-) | Ministros de Desarrollo Agrario y Riego                       | Benjamín Roca García Ministro de Agricultura y Alimentación (1943) |
| Ministerio de Energía y Minas Ministerio de Fomento y Obras Públicas (1896-1968) Ministerio de Energía y Minas (1968-) | Ministros de Energía y Minas                                  | Jorge Fernández-Maldonado Ministro de Energía y Minas (1968-1975) |
| Ministerio de Transportes y Comunicaciones Ministerio de Fomento y Obras Públicas (1896-1968) Ministerio de Transportes y Comunicaciones (1968-) | Ministros de Transportes y Comunicaciones                     | Alberto Maldonado Yáñez Ministro de Transportes y Comunicaciones (1968-1969)                                                                                           |
| Ministerio de Comercio Exterior y Turismo Ministerio de Fomento y Obras Públicas (1896-1968) Ministerio de Industria y Comercio (1969-1980) Ministerio de Industria, Comercio, Turismo e Integración (1980-1992) Ministerio de Industria, Turismo, Integración y Negociación Comerciales Internacionales (1992-2002) Ministerio de Comercio Exterior y Turismo (2002-) | Ministros de Comercio Exterior y Turismo (ver lista)          | Jorge Camino de la Torre Ministro de Industria y Comercio (1969) |
| Ministerio de Vivienda, Construcción y Saneamiento Ministerio de Fomento y Obras Públicas (1896-1968) Ministerio de Vivienda (1969-1975) Ministerio de Vivienda y Construcción (1975-1993) Ministerio de Transportes, Comunicaciones, Vivienda y Construcción (1993-2000) Ministerio de Vivienda, Construcción y Saneamiento (2002-) | Ministros de Vivienda, Construcción y Saneamiento (ver lista) | Luis Vargas Caballero Ministro de Vivienda (1969-1972) |
| Ministerio de la Producción Ministerio de Fomento y Obras Públicas (1896-1968) Ministerio de Pesquería (1970-2002) Ministerio de la Producción (2002-) | Ministros de la Producción (ver lista)                        | Javier Tantaleán Vanini Ministro de Pesquería (1970-1975) Eduardo Iriarte Jiménez Ministro de la Producción (2002-2003)                                                |
| Ministerio de la Mujer y Poblaciones Vulnerables Ministerio de Promoción de la Mujer y del Desarrollo Humano (1996-2002) Ministerio de la Mujer y Desarrollo Social (2002-2011) Ministerio de la Mujer y Poblaciones Vulnerables (2012-) | Ministras de la Mujer y Poblaciones Vulnerables               | Miriam Schenone Ordinola Ministra de Promoción de la Mujer y del Desarrollo Humano (1996-1999)                                                                         |
| Ministerio del Ambiente Ministerio del Ambiente (2008-) | Ministros del Ambiente (ver lista)                            | Antonio Brack Egg Ministro del Ambiente (2008-2011) |
| Ministerio de Cultura Ministerio de Cultura (2010-) | Ministros de Cultura                                          | Juan Ossio Acuña Ministro de Cultura (2010-2011) |
| Ministerio de Desarrollo e Inclusión Social Ministerio de Desarrollo e Inclusión Social (2011-) | Ministros de Desarrollo e Inclusión Social                    | Carolina Trivelli Ávila Ministra de Desarrollo e Inclusión Social (2011-2013)                                                                                          |

## Ministerios desactivados
- Ministerio de Fomento y Obras Públicas del Perú: Fue creado el 18 de enero de 1896 por la Cámara de Senadores. Contenía los sectores de Obras Públicas, Industria y Beneficencia. El Ministro despachaba en una oficina de Palacio de Gobierno; posteriormente fue trasladado a un local donde hoy se levanta el Palacio Municipal. En 1910 se dispuso su traslado permanente al Palacio de la Exposición, donde compartía las instalaciones con el Concejo Municipal de Lima; con el tiempo este local resultó insuficiente y el ministerio se albergó en el edificio ubicado en la avenida 28 de julio. En el transcurso de los años, sus despachos fueron transformándose en otros ministerios. En 1943 surgió Agricultura y Alimentación. Entre 1968 y 1970, durante el gobierno de Juan Velasco Alvarado, el Ministerio de Fomento y Obras Públicas se transformó en los ministerios de Energía y Minas, Transportes y Comunicaciones, Vivienda, Pesquería e Industria y Comercio.
- Ministerio de Transportes, Comunicaciones, Vivienda y Construcción: Resultó de la fusión del Ministerio de Transportes y Comunicaciones con el Ministerio de Vivienda y Construcción en 1992. El 10 de julio de 2002 se promulgó la ley Nº 27779 en la cual se aprobaba la separación de los sectores.
- Ministerio de la Presidencia Fue creado en agosto de 1985 con la Ley N° 24297 y tuvo como función normar y coordinar el funcionamiento de las entidades multisectoriales y organismos públicos descentralizados del Gobierno central. Fue desactivado en el 2002.

## Estadísticas
Por edad: Designados ministros antes de los 35 años.
- Valentín Paniagua Corazao fue designado ministro de Justicia y Culto (el 18 de setiembre de 1965) a los 28 años.
- Víctor Raúl Maita Frisancho fue designado ministro de Desarrollo Agraria y Riego (el 29 de julio de 2021) a los 29 años.
- Javier Silva Ruete fue designado ministro de Agricultura y Alimentación (el 22 de febrero de 1965) a los 29 años.
- Nicolás de Piérola Villena fue designado ministro de Hacienda (el 5 de enero de 1869) a los 30 años.
- Wilber Dux Supo Quisocala fue designado ministro del ambiente (el 1 de febrero de 2022) a los 31 años.
- Betssy Betzabet Chávez Chino fue designada ministra de Trabajo y Promoción del Empleo (el 6 de octubre del 2021) a los 32 años.
- Martín Adolfo Ruggiero Garzón fue designado ministro de Trabajo y Promoción del Empleo (el 15 de julio de 2020) a los 33 años.
- Fernando Zavala Lombardi fue designado ministro de Economía y Finanzas (el 16 de agosto del 2005) a los 34 años.
- María Antonieta Alva Luperdi fue designada ministra de Economía y Finanzas (el 3 de octubre del 2019) a los 34 años.
- Gastón Rodrigo Acurio Velarde fue designado ministro de Fomento y Obras Públicas (el 15 de septiembre de 1965) a los 34 años.

Por sexo: las primeras mujeres en ejercer como ministras (sin considerar al Ministerio de la Mujer).
- Presidencia del Consejo de Ministros: Beatriz Merino Lucero (2003)
- Relaciones Exteriores: Eda Adriana Rivas Franchini (2013-2014)
- Defensa: Nuria Esparch Fernández (2020)
- Economía y Finanzas: Mercedes Aráoz Fernández (2009-2010)
- Interior: Pilar Mazzetti Soler (2006-2007)
- Justicia: María Bockos Heredia de Grillo (1989-1990)
- Educación: Mercedes Cabanillas Bustamante (1987-1988)
- Salud: Ilda Urizar Peroni de Arias (1987-1988)
- Agricultura: Fabiola Muñoz Dodero (2019)
- Trabajo y Promoción del Empleo: Susana Pinilla Cisneros (2006-2007)
- Producción: Elena Conterno Martinelli (2008-2009)
- Comercio Exterior y Turismo : Liliana Canale Novella (1994-1996 como Ministra de Industria, Turismo e Integración), Mercedes Aráoz (2006, como ministra de Comercio Exterior y Turismo)
- Energía y Minas: Rosa María Ortiz Ríos (2015-2016)
- Transportes y Comunicaciones: Elsa Carrera Cabrera de Escalante (1996-1997)
- Vivienda, Construcción y Saneamiento: Elsa Carrera Cabrera de Escalante (1996-1997)
- Ambiente: Elsa Galarza Contreras (2016-2018)
- Cultura: Susana Baca de la Colina (2011)
- Desarrollo e Inclusión Social: Carolina Trivelli Ávila (2011-2013)

Fallecimiento:
- Enrique Varela Vidaurre, Ministro de Guerra (1914) fue asesinado en el Golpe de Estado contra Guillermo Billinghurst
- Gonzalo Durand Aspíllaga, Ministro de Justicia (1988): falleció de un ataque cardiaco en abril de 1988
- José Modesto Huerta Torres, Ministro de Defensa (2019): falleció en un viaje de trabajo el 24 de junio de 2019

Las personas que han ejercido en más oportunidades como ministros
| Persona                          | Ministerios                                                                                         | Periodos                                                                   |
| Más de cinco veces               | Más de cinco veces                                                                                  | Más de cinco veces                                                         |
| -------------------------------- | --------------------------------------------------------------------------------------------------- | -------------------------------------------------------------------------- |
| Manuel Yrigoyen Arias            | Presidencia del Consejo de Ministros Relaciones Exteriores Hacienda                                 | 1878-1879, 1890, 1894-1895 1878-1879, 1879, 1889-1890, 1894-1895 1886-1887 |
| Germán Arenas y Loayza           | Presidencia del Consejo de Ministros Gobierno y Policía Hacienda Fomento                            | 1918-1919, 1931-1932 1907-1908, 1917-1918, 1918-1919 1918 1931-1932        |
| José Jorge Loayza                | Presidencia del Consejo de Ministros Hacienda Relaciones Exteriores Justicia                        | 1871-1872, 1878, 1898-1899 1865 1870-1872 1878, 1898-1899                  |
| Antonio Arenas Merino            | Presidencia del Consejo de Ministros Relaciones Exteriores Gobierno Justicia                        | 1868, 1876, 1885-1886 1858-1859, 1885-1886 1862-1863, 1868 1876            |
| Cinco veces                      | |                                                                            |
| Alberto Pandolfi Arbulú          | Presidencia del Consejo de Ministros Energía y Minas Transportes Pesquería                          | 1996-1998, 1998-1999 1996-1997 1999-2000 1996                              |
| Javier Silva Ruete               | Economía Agricultura                                                                                | 1978-1980, 2000-2001, 2002-2003 1965, 1966-1967                            |
| Manuel Antonio Barinaga          | Presidencia del Consejo de Ministros Justicia Hacienda                                              | 1883-1884, 1895-1896 1878                                                  |
| Cuatro veces                     | |                                                                            |
| Mercedes Aráoz                   | Presidencia del Consejo de Ministros Economía Producción Comercio Exterior y Turismo                | 2017-2018 2009-2010 2009 2006-2008                                         |
| Pedro Pablo Kuczynski            | Presidencia del Consejo de Ministros Economía Energía y Minas                                       | 2005-2006 2001-2002, 2004-2005 1980-1982                                   |
| Carlos Torres y Torres Lara      | Presidencia del Consejo de Ministros Relaciones Exteriores Trabajo                                  | 1991, 1996-1997 1991 1990-1991                                             |
| Óscar de la Puente Raygada       | Presidencia del Consejo de Ministros Relaciones Exteriores Vivienda Educación                       | 1992-1993 1991-1992 1990-1991                                              |
| Juan Carlos Hurtado Miller       | Presidencia del Consejo de Ministros Economía Industria Agricultura                                 | 1990-1991 1999-2000 1983-1985                                              |
| Jorge Fernández-Maldonado        | Presidencia del Consejo de Ministros Guerra Fomento y Obras Públicas Energía y Minas                | 1976 1968-1969 1969-1975                                                   |
| Fernando Schwalb López-Aldana    | Presidencia del Consejo de Ministros Relaciones Exteriores                                          | 1963-1965, 1982-1984 1963-1965, 1983-1984                                  |
| Luis Pércovich Roca              | Presidencia del Consejo de Ministros Relaciones Exteriores Interior Pesquería                       | 1984-1985 1983-1984 1983                                                   |
| Roque A. Saldías                 | Presidencia del Consejo de Ministros Salud y Trabajo Hacienda                                       | 1947-1948, 1954-1956 1936-1937 1948                                        |
| Alfredo Solf y Muro              | Presidencia del Consejo de Ministros Relaciones Exteriores Hacienda Justicia                        | 1939-1944 1934-1935 1913                                                   |
| Elías Malpartida Franco          | Presidencia del Consejo de Ministros Hacienda Gobierno                                              | 1912 1883, 1895 1912                                                       |
| Enrique de la Riva Agüero Riglos | Presidencia del Consejo de Ministros Relaciones Exteriores                                          | 1897-1898, 1899-1900, 1915-1917 1896-1898, 1899-1900, 1915-1917            |
| Francisco Tudela y Varela        | Presidencia del Consejo de Ministros Relaciones Exteriores Hacienda                                 | 1917-1918 1913, 1917-1918 1914                                             |
| Marco Aurelio Denegri Valega     | Presidencia del Consejo de Ministros Ministro de Gobierno y Policía Ministro de Hacienda y Comercio | 1887-1889 1887-1889 1879, 1881                                             |
| Javier Reátegui Rosselló         | Interior Transportes Producción Pesquería                                                           | 2004-2005 2002-2003 2003-2004 2001-2002                                    |
| Carlos Bruce                     | Vivienda Presidencia                                                                                | 2002-2005, 2017-2018, 2019 2001-2002                                       |
| Daniel Hokama Tokashiki          | Energía y Minas Presidencia                                                                         | 1992-1995, 1996, 1998-1999 1997                                            |
| Pilar Mazzetti                   | Salud Interior                                                                                      | 2004-2006, 2020, 2020 2006-2007                                            |
| Allan Wagner                     | Relaciones Exteriores Defensa                                                                       | 1995-1998, 2002-2003, 2021 2006-2007                                       |
| Raúl Pérez-Reyes                 | Economía Producción Transportes y Comunicaciones                                                    | 2025-presente 2018-2019, 2023 2023-2025                                    |